# انقلاب شکوهمند

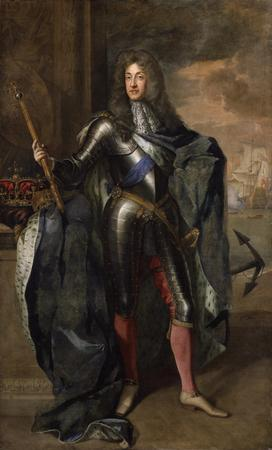
جیمز دوم پادشاه انگلستان ایرلند اسکاتلند و دوک نرماندی

انقلاب شکوهمند (به انگلیسی: Glorious Revolution) همان انقلاب سال ۱۶۸۸ انگلستان است که چون بدون درگیری به پیروزی رسید با عناوینی مانند انقلاب بدون خونریزی یا انقلاب ۱۶۸۸ و انقلاب آرام نیز شناخته می‌شود و با توافق انجام‌شده، حکومتی دموکراتیک تر، جایگزین نظام پادشاهی شد.
این انقلاب زمانی شکل گرفت که شاه ویلیام سوم و ملکه ماری دوم به جای شاه جیمز دوم نشستند و تاج و تخت او را به دست گرفتند. در این جابجایی قدرت، شاه جدید موافقت کرد تا به عنوان یک پادشاه محدود عمل کند و نیز اختیارات و قدرت بیشتری به پارلمان واگذار کند.
این انقلاب اگرچه کوتاه و بدون شور و هیجان انقلاب‌های دیگر بود اما نه تنها نتیجهٔ آن، یعنی سلطنت مشروطه، تا به امروز نظام حاکم بر انگلستان را رقم زده بلکه؛ دستاوردهای این انقلاب، موجب پدید آمدن رویدادهایی شد که نخستین دموکراسی مدرن را پایه‌ریزی کرد.

## زمینه‌های قبل از انقلاب
در انگلستان قرن هفدهم، مناسبات اقتصادی سرمایه‌سالارانه رو به گسترش بود. اشراف و بخشی از نمایندگان سرمایه‌داران در پارلمان، گرد هم آمده و سعی داشتند قدرت پادشاه را محدود سازند. در این میان اربابان فئودال از حامیان اصلی پادشاه بودند. پادشاه، سرمایه‌داران شهرنشین را ناگزیر می‌ساخت تا مالیات‌های سنگین بپردازند و به او هدایایی گرانبها ببخشند. او امتیاز انحصاری تولید و فروش صابون، شراب، زغال و آهن را در دست داشت و بازرگانان ثروتمند و بورژواها را تحت فشار قرار داده، در سودجویی محدود می‌ساخت. بعدها نیز پادشاه به دلیل مخالفت‌های پارلمان با سیاست‌های وی برای مدتی پارلمان را تعطیل کرد.
در سال ۱۶۴۰ میلادی، پارلمان دوباره گشوده شده و علیه پادشاه و به نفع سرمایه‌داران و بورژواها موضع گرفت. یک سلسله شورش‌ها سراسر انگلیس را فراگرفت و مرحله اول انقلاب بورژوایی انگلیس آغاز شد. شاه دستور انحلال پارلمان را صادر کرد، اما موفق به اجرای آن نشد و پارلمان به کارش ادامه داد و به پارلمان طولانی معروف شد. بورژواها در راس و پیشه‌وران و خرده مالکان و روستاییان در پی آن به نفع پارلمان مسلح شده و خواهان محدود کردن قدرت پادشاه شدند. پارلمان که اینک به پایگاه بازرگانان و زرسالاران سرمایه‌دار تبدیل شده بود، خواهان محدود کردن قدرت پادشاه به نفع خود بود. از سال ۱۶۴۲ میلادی، مرحله دوم انقلاب انگلیس که جنگ بین پادشاه از یک سو و ارتش پارلمان از سوی دیگر بود، آغاز گردید. شاه و حامیان فئودال او سلطنت را موهبت الهی می‌دانستند و مخالفان این موهبت بر تقسیم قدرت میان پادشاه و پارلمان اصرار می‌نمودند.
فرماندهی ارتش پارلمان با خرده مالکی به نام الیور کراموِل بود که با نظام فئودالیته مخالف بود. ارتش پادشاه در این جنگ‌ها شکست خورد و در سال ۱۶۴۹ چارلز استوارت اول، پادشاه انگلستان، دستگیر و اعدام شد و در همان سال کرامول اعلام جمهوری و خود نیز رئیس‌جمهور شد. او را اولین و آخرین رئیس‌جمهور انگلستان می‌دانند. روش او بیشتر دیکتاتوری بود. حکومت استبدادی کرامول تا زمان مرگ او یعنی تا سال ۱۶۵۸ میلادی به نفع سرمایه‌داران ادامه یافت اما به خواسته‌های تودهٔ مردم توجهی نشد.
پس از مرگ کرامول در سال ۱۶۵۸ میلادی، مردم ناامید و درمانده - که رژیم کرامول به وضع آن‌ها رسیدگی‌ای نکرده بود - دست به اعتراض می‌زدند و سرمایه‌داران و بازرگانان و بورژوازی انگلیس از ترس شورش مردم خواهان بازگشت سلطنت استوارتها و پایان نارضایتی مردم شدند. بدینسان سلطنت در انگستان احیاء گشت و تا امروز ادامه یافت.

## انقلاب شکوهمند

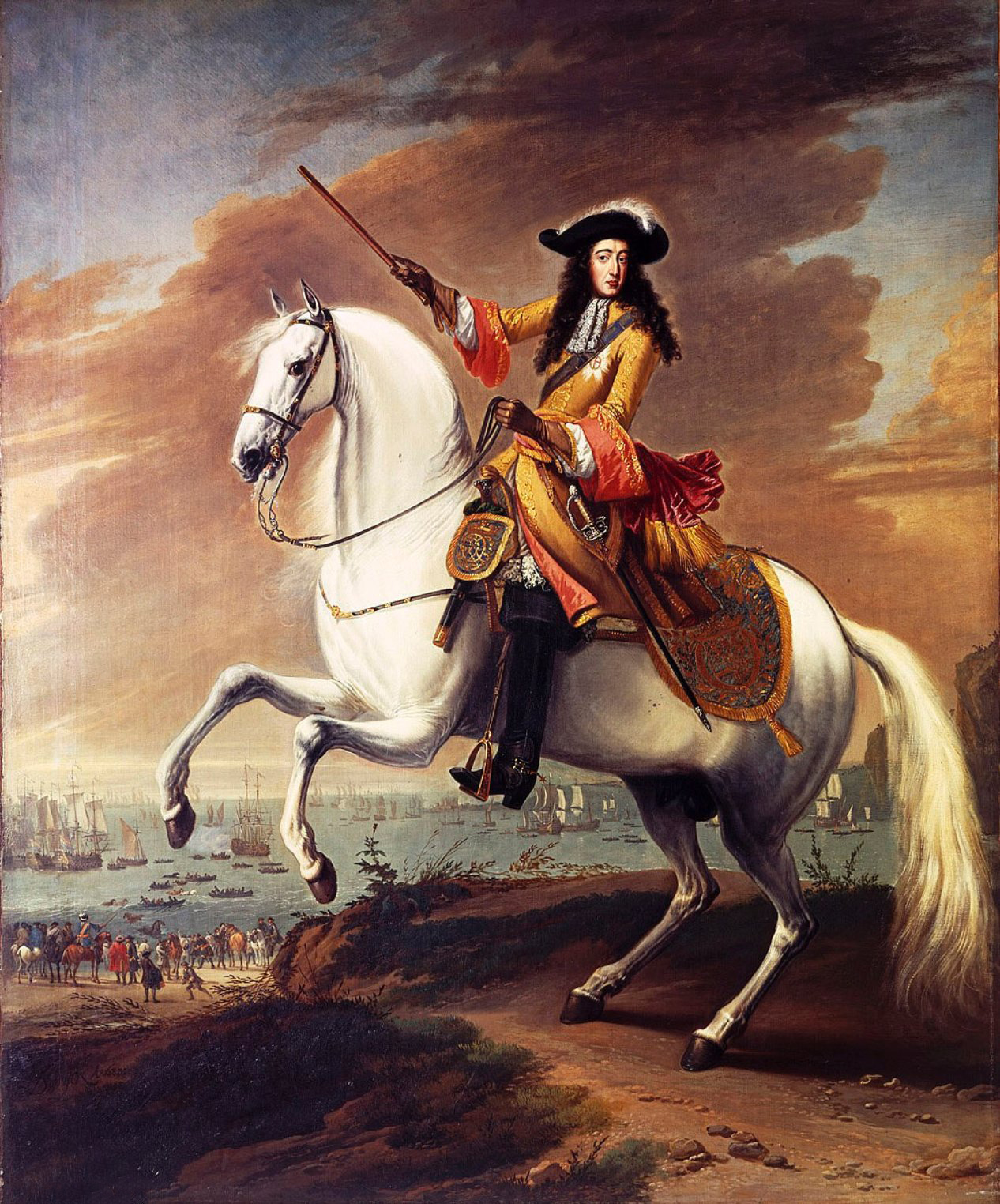
ویلیام سوم به عنوان پادشاه انگلستان

اما انقلاب بورژوایی پایان دیگری نیز یافت. در سال ۱۶۸۸ میلادی، پارلمان که پایگاه بورژواها و سرمایه‌داران و مروّج اندیشه‌های لیبرالی بود، کودتایی بدون خونریزی علیه خاندان استوارت انجام داد که انقلاب شکوهمند انگلستان نامیده شد. با سرنگونی پادشاه، فردی به نام ویلیام درانژ که از خویشاوندان دور خاندان سلطنتی بود به عنوان پادشاه مشروطه به قدرت رسید و قدرت به پارلمان که پایگاه سرمایه‌داران و نجبای بزرگ و بورژواها بود منتقل شد.
انقلاب ۱۶۸۸ میلادی انگلستان، که موسوم به انقلاب آرام نیز هست، یک انقلاب بورژوا - لیبرالی بود که به لحاظ فکری تحت تأثیر آراء جان لاک فیلسوف لیبرال انگلیسی قرار داشت. انقلاب‌های ۱۶۴۹ و ۱۶۸۸ انگلستان موجب تحکیم و گسترش فوق‌العادهٔ مناسبات سرمایه‌دارانه و تخریب نظام فئودالی این کشور گردید. اگرچه با انقلاب شکوهمند خرده مالکان و روستاییان بسیاری که در راه انقلاب جانفشانی‌ها کرده بودند، دچار ورشکستگی گردیده و آواره شهرهای بزرگ گردیدند و سرمایه‌داران آن‌ها را از هستی ساقط کردند. اکثر اینها بعداً به عنوان کارگر یا پرولتر در کارخانجات سرمایه‌داران بزرگ انگلیسی به کار مشغول شدند. بدینسان با انقلاب انگلستان و به ویژه انقلاب شکوهمند، اندیشه‌ها و ساختار مناسبات سیاسی مدرن جانشین مناسبات فئودالی گردید و بسط فوق‌العاده مدرنیته در انگلستان آغاز شد. انقلاب‌های انگلستان را که در مسیر تأمین منافع توده های مردم و استقرار حاکمیت مردم و پیشرفت و ترقی طبقه بورژوایی طی مسیر کرده‌است، انقلاب‌های بورژوایی می‌نامند.